# Jan Vertonghen
Jan Vertonghen   (Sint-Niklaas, 24 d'abril de 1987) és un exfutbolista belga que jugava com a defensa.
Ha estat jugador entre altres de l'Ajax, i el Tottenham Hotspur FC de la Premier League, a més de la selecció belga.